# Observatorio de Bergish Gladbach
El Observatorio Bergisch Gladbach es un observatorio astronómico ubicado en Bergisch Gladbach, Alemania. En el período de 1995 a 2009, se descubrieron desde el 397 asteroides.

## Equipamiento
Las observaciones se realizaron con un telescopio reflector de 60 cm con una relación focal f 5.2 + CCD.